# هيثم طمبل
هيثم كمال طمبل، من مواليد 28 نوفمبر 1978 السودان، لاعب كرة قدم سوداني.
بدأ مسيرته الكروية مع نادي الهلال السوداني في عام 2003، ولعب معهم حتى 2006، وفي موسم 2006/2007 انتقل إلى نادي أورلاندو بايراتس الجنوب أفريقي، ولعب معهم مباراة واحدة، ولعب مع نادي المريخ السوداني حتى عام 2011.
يلعب مع منتخب السودان لكرة القدم.
تاريخ الانضمام للمريخ: 3/1/2007

## بطولاته وأرقامه

### مع نادي الهلال
- الدوري السوداني الممتاز (3): 2003، 2004، 2005
- كأس السودان (1): 2004

### مع نادي المريخ
- الدوري السوداني الممتاز (1): 2008
- كأس السودان (3): 2007، 2008، 2010
- كأس سد مروي عام 2009
- هداف الدورى السوداني الممتاز 2008 برصيد «21» هدفاً

- وصافة الكأس الكونفدرالية الأفريقية: 2007

### مع المنتخب القومي
- كأس سيكافا للأمم: 2006

## وصلات خارجية
- هيثم طمبل على موقع الاتحاد الدولي (مؤرشف)  (الإنجليزية)
- هيثم طمبل على موقع قاعدة بيانات كرة القدم.إي يو (الإنجليزية)
- هيثم طمبل على موقع ناشيونال فوتبول تيمز (الإنجليزية)
- هيثم طمبل على موقع Soccerway.com (الإنجليزية)

- صفحة اللاعب على موقع كووورة